# Vladimir Dedijer
Vladimir Dedijer, född den 4 februari 1914 i Belgrad, död den 30 november 1990 i Boston, Massachusetts, USA, var en jugoslavisk författare, historiker och politiker. Han var Josip Broz Titos officielle levnadstecknare.

## Biografi
Dedijers familj kom från Cepelica, Bileca i Bosnien och Hercegovina. År 1941 blev han politisk kommissarie för den jugoslaviska partisanenheten i Kragujevac. Under andra världskriget var han redaktör för Jugoslaviens kommunistiska partis tidning Borba, och medlem av generalstabens agitations- och propagandaenhet.
Efter kriget var han en medlem av jugoslaviska delegationen vid fredskonferensen i Paris 1946 och i flera sessioner av FN:s generalförsamling (1945–1952). År 1952 blev han medlem av Jugoslaviens kommunistförbunds centralkommitté och följande år utsågs han till ledamot av den federala församlingen. 
År 1955 anklagades han för att ha försvarat Milovan Djilas rätt att sprida "fientlig propaganda", och dömdes till sex månaders fängelse, som han dock aldrig avtjänade. Han avsattes från politiken efter rättegången och beviljades pass av jugoslaviska myndigheter 1959, och fick lämna landet med sin familj. Därefter fokuserade Dedijer på sin verksamhet som historiker. Han undervisade främst vid Belgrads universitet, men var även verksam som gästprofessor vid bland annat Paris universitet och Stockholms universitet samt flera olika lärosäten i Storbritannien och USA. 
Dedijer blev senare verksam i den självutnämnda Russelltribunalen. Han var tillsammans med Jean-Paul Sartre ordförande och president för sessioner vid 1966 års Russelltribunal, och medlem av den vetenskapliga kommittén för Russelltribunalen i Rom 1974.
År 1982 lanserade han en stämningsansökan mot Kosta Nađ och Ivica Racan.
Dedijer dog i Boston 1990 och är begravd i Ljubljana, Slovenien.